# Wit-Rusland en de Europese Unie
Wit-Rusland (Belarus) is geen lid van de Europese Unie. Onderlinge internationale betrekkingen waren in eerste instantie vastgelegd na de door de Europese Unie erkende Wit-Russische onafhankelijkheid in 1991. Nadat Aleksandr Loekasjenko in 1994 aan de macht kwam, verslechterde de relatie tussen Wit-Rusland en de EU. Sinds 2008 verbeterde de relatie weer, zij het tijdelijk.

## Oostelijk Partnerschap
In 2009 trad Wit-Rusland samen met vijf andere voormalige sovjetrepublieken in Oost-Europa en de Zuidelijke Kaukasus toe tot het EU Oostelijk Partnerschap. Dit is een samenwerkingsverband van de Europese Unie dat in 2009 opgericht werd om de politieke en economische relaties met die landen te verbeteren, waarbij deelnemers kunnen opteren voor een route naar een associatie- en vrijhandelsverdrag alsmede visumvrij reizen naar de Schengenlanden. Wit-Rusland was voornamelijk geïnteresseerd in economische en infrastructuur samenwerking, en niet in democratische en mensenrechtelijke waarden. Wit-Rusland bleef hierdoor een passief deelnemer in het partnerschap, onder meer vanwege de wisselende gemoedstoestand van de relatie tussen Minsk en Brussel en de episodes van sancties. De EU hechtte aan de relatie voor bilaterale interactie en de programmaondersteuning voor het maatschappelijk middenveld.
Na de frauduleus verlopen presidentsverkiezingen van 2020 stelde de EU een nieuw sanctiepakket tegen Wit-Rusland in, waarna het land deelname aan het Oostelijk Partnerschap in 2021 voor onbepaalde tijd opschortte.